# Seh-Dong-Hong-Beh

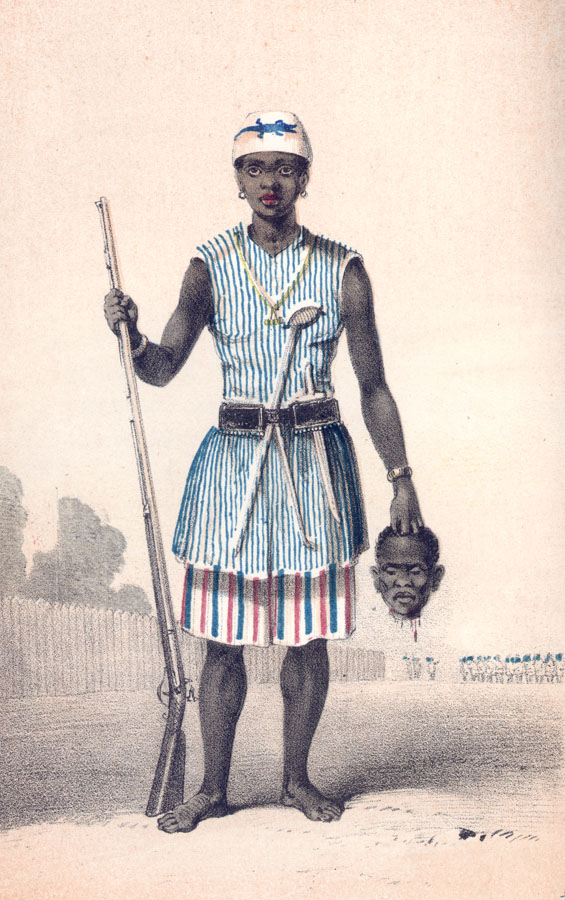
Seh-Dong-Hong-Beh, được vẽ bởi Frederick Forbes, 1851

Seh-Dong-Hong-Beh (nghĩa là "Chúa nói thật") là một nhà lãnh đạo của Dahomey Amazons. Năm 1851, bà lãnh đạo một đội quân toàn nữ gồm 6.000 chiến binh chống lại pháo đài Egba của Abeokuta, để có được nô lệ từ người Egba cho việc buôn bán nô lệ Dahomey.
Tuổi và ngày chết của bà là không rõ. Bà ấy có thể ở tuổi thiếu niên, 20 hoặc gần 30 khi được đề cập vào năm 1850, vì bà ấy là một thủ lĩnh của Dahomey Amazons và được hình dung trong thời kỳ đỉnh cao về thể chất. Dahomey Amazones có thể được gia nhập ngay cả khi những cô gái nhỏ ở tuổi 8 hoặc 10, tuy nhiên họ có thể bị giết khi còn nhỏ trong bất kỳ trận chiến nào mà họ sẽ chiến đấu. Một dự đoán không thể kết luận là bà ấy có thể được sinh ra vào khoảng giữa năm 1815 và 1835, nếu cho rằng bà ấy ở độ tuổi từ cuối tuổi thiếu niên đến đầu những năm 30 tuôi vào năm 1850.  Bà không được quân đội Pháp nhắc đến trong các cuộc chiến Dahomey-Pháp, vì vậy bà có thể đã chết trong trận chiến hoặc giải nghệ bất cứ lúc nào trong khoảng thời gian từ 1851, 1874, năm của những cuộc giao tranh đầu tiên với quân đội Pháp hoặc vào năm 1889, năm đầu tiên Chiến tranh Pháp-Dahomean.
Bà được miêu tả bằng tên và một bàn tay được vẽ, chân dung màu một phần trong bộ đồng phục, được trang bị súng hỏa mai và cầm đầu bị giam cầm, trong cuốn sách năm 1851 "Dahomey và Dahomans"  của Frederick Edwyn Forbes, Tư lệnh Hải quân Anh và là thành viên của Hiệp hội Địa lý Hoàng gia. Là một người theo chủ nghĩa bãi bỏ bị thuyết phục sâu sắc, ông du hành đến vương quốc Dahomey vào năm 1849-50 với nhiệm vụ thuyết phục vua Guezo để ngăn chặn buôn bán nô lệ châu Phi. Ông mô tả chi tiết về đội quân Dahomey của bà, bình luận về lối sống và hành vi của họ như chèn vào những mô tả và quan sát tiêu cực về cuộc chiến Dahomey để buôn bán nô lệ.
FE Forbes không phải là sĩ quan hải quân duy nhất cố gắng chấm dứt tệ nạn buôn bán nô lệ ở Tây Phi và đề cập đến quân đội nữ Dahomey.

Như trích dẫn từ cuốn sách về chỉ huy vua và người chồng chính thức của mình, vua Dahomey Guozo, trong những năm 1850-1852: 
 Để chấm dứt giao dịch nô lệ, Hải quân Anh đã tìm kiếm các thương nhân cuối cùng và cung cấp cho họ một khoản tiền lớn để đổi lấy lời hứa từ bỏ công việc kinh doanh sinh lợi của họ. Guezo, Vua của Dahomey có một đội quân gồm 3000 phụ nữ, mỗi người trong số họ đã kết hôn, đã bán tất cả những người đàn ông làm nô lệ. Để giải trí, ông đắm chìm trong sự hy sinh của những kẻ xâm phạm từ các quốc gia Tây Phi láng giềng. Ông hoan nghênh cách tiếp cận của các sĩ quan hải quân, tuyên bố Victoria và Albert là bạn thân nhất của mình. 